# Billinge
Billinge – wieś w Anglii, w hrabstwie ceremonialnym Merseyside, w dystrykcie metropolitalnym St Helens. Leży 21 km na północny wschód od centrum Liverpool i 282 km na północny zachód od Londynu. W 2001 miejscowość liczyła 6554 mieszkańców.